# 1961 في رومانيا
فيما يلي قوائم الأحداث التي وقعت خلال عام 1961 في رومانيا.

## سياسة

### تعيين في المنصب
- 21 مارس – أيون جورجي مورير قائمة رؤساء وزراء رومانيا.

### انتهاء فترة المنصب
- 21 مارس – أيون جورجي مورير رئيس رومانيا [الإنجليزية]‏.

## مواليد

### يناير
- 1 يناير – غابرييل أوبريا سياسي روماني.

### مارس
- 23 مارس – ستيف هولمز ممثل ألماني.

### أكتوبر
- 14 أكتوبر – رومولوس غابور لاعب كرة قدم روماني.

### نوفمبر
- 12 نوفمبر – ناديا كومانتشي لاعبة جمباز فني رومانية.

## وفيات

### يناير
- 1 يناير – قنسطنطين قنسطنطينيسكو-كلابس (مواليد 1884) عسكري روماني.

### مايو
- 6 مايو – لوتشيان بلاغا (مواليد 1895) كاتب روماني.

### أغسطس
- 11 أغسطس – أيون باربو (مواليد 1895)